# 小畑実成
小畑 実成（おばた みなり、1967年2月3日 - ）は、岡山県出身のボートレーサー。
弟子に守屋美穂らがいる。

## 来歴
1997年12月23日、住之江競艇場にて開催された第12回賞金王シリーズ戦でSG初優勝する。

## エピソード
- 同期には亀本勇樹、長岡茂一、山川美由紀らがいる。

## 獲得タイトル
- 1997年 12月23日 第12回 賞金王シリーズ戦（住之江競艇場）